# Basti
Basti és una ciutat i municipalitat de l'Índia a Uttar Pradesh, capital de la divisió de Basti, del districte de Basti i del tahsil de Basti, situada a uns 65 km l'est de Faizabad (i a uns 70 km de Gorakhpur) a la vora del riu Kuwana. La població el 2001 era de 107.601 habitants. La població el 1881 era de 5.536 habitants i el 1901 de 14.761 habitants.
És una ciutat agrícola i comercial. Està formada per tres parts, la Vella Basti amb la fortalesa del raja i després talukdar de Basti, situada a l'est; Pukka Bazar, suburbi al sud-oest de tipus residèncial; i l'anomenada Estació Civil, a l'oest a la vora del riu. Hi ha una secció de la universitat de Gorakhpur.
Al segle xvii fou seu d'un raja local tributari de l'Imperi Mogol que va passar a dependre d'Oudh on va formar un dels talukdar tributaris del nawab. Els sobirans locals hi tenien una fortalesa. Abans del 1857 s'hi acumulava l'opi; el talukdar va desaparèixer el 1858 per haver participat en el motí i el 1865 la població fou declarada capital de districte i va començar a créixer. La ciutat fou administrada durant el període britànic segons la llei XX de 1856.